# Karen Nicolson
Karen Margaret Anne Nicolson (* 24. April 1958 in Iringa, Tanganjika als Karen MacLeod; † 8. Juni 2021) war eine britische Marathonläuferin.

## Biografie
Karen Nicolson kam in Iringa, Tanganjika, zur Welt, wo ihr Vater als Architekt für die Regierung tätig war. Später wuchs sie auf der Insel Skye in Schottland auf.
Nicolson begann spät mit der Leichtathletik und absolvierte erst mit 24 Jahren ihren ersten Marathonlauf. Von 1985 bis 1987 wurde sie dreimal in Folge schottische Meisterin im Crosslauf. Bei den Commonwealth Games 1990 belegte sie, für Schottland startend, den 12. Platz im Marathonlauf. 1993 gewann sie den Sevilla-Marathon und qualifizierte sich somit für die Weltmeisterschaften in Stuttgart. Dort wurde Nicolson Sechzehnte.
1994 startete sie ein zweites Mal bei den Commonwealth Games 1994 für Schottland. Mit einer persönlichen Bestzeit und Rang vier verpasste Nicolson nur knapp eine Medaille. Ein paar Monate zuvor hatte sie bereits den Grand Prix von Bern gewonnen.
Durch eine gute Platzierung beim Houston-Marathon qualifizierte sich Nicolson für die Olympischen Spiele 1996 in Atlanta. Im Marathonlauf belegte sie den 45. von 88 Plätzen. Zwei Jahre später nahmen ihre Leistungen ab und es wurde eine IgA-Nephritis festgestellt. Ihr Zustand verschlechterte sich und sie erhielt eine Nierentransplantation. Einen Monat später lief sie den Isle of Skye-Halbmarathon. Sie starb im Juni 2021 im Alter von 63 Jahren.